# PDF Split and Merge
A PDFSaM vagy PDF Split and Merge egy ingyenes, nyílt forráskódú, multiplatformos eszköz PDF fájlok (utó)szerkesztéséhez. A szoftver parancssoros és grafikus módban is használható a PDF fájlok szerkesztését az iText programkönyvtáron keresztül végzi. A parancssoros felületet Java-ban írták és kettős licencelésű: GPLv2 és LGPLv2. A grafikus felületet Java Swingben készítették, licence pedig GPLv2.
A PDFSaM futtatásához szükséges a Java virtuális gép előzetes telepítése.

## A program terjesztése
A PDFSaM kétféle változatban érhető el.
A basic változat egy egyszerű program, amely képes a PDF fájlok többféle módosítására. Mind a forráskódja, mind a bináris állományok elérhetőek a projekt honlapján keresztül. Az MSI csomagok 32 és 64 bites Windowsra, a .dmg csomagok Mac OS X-hez érhetőek el. A Linux felhasználók a Debian, Ubuntu és Arch Linuxhoz érhetik el a programot.
Az enhanced változat a program teljes változata, amely tartalmaz extra funkciókat is. Ezen változatért már fizetni kell. A program szerzője a 3-as verzióig a forráskódot elérhetővé tette a SourceForge.net weboldalon. A jelenlegi verzió - 3-as - nem nyílt forrású. A korábbi verziók forráskódjai továbbra is elérhetőek.

## Funkciók
A PDFSaM nem támogatja a PDF dokumentumok tartalmi szerkesztését (szövegek kivágása, beillesztése stb.), hanem a már kész PDF dokumentumaink oldalait lehet vele szerkeszteni.
A kimeneti formátum (PDF)  verziója az 1.3 és az 1.7 között változhat, alapértelmezetten a meglévő PDF fájl verziójában exportál.

### Basic változat
A Basic változattal a PDF fájlok vágása, egyesítése, extra oldalak beszúrása végezhető el. Továbbá kivehetünk egy vagy több oldalt, illetve magunk által felállított szabályok szerint (pl. minden második oldalt stb.), vagy akár felcserélhetjük és módosíthatjuk a PDF fájl oldalait, mindezt vizuálisan, grafikus felületen.

### Enhanced változat
Az Enhanced változatban a korábbiakhoz képest további új funkciókkal találkozhat a felhasználó, így a dokumentumok titkosítása (sifírozása) és a titkosítás feloldása, valamint annak újratitkosítása (másik algoritmussal, pl. Rivest Cipher és AES) válik lehetővé. Továbbá lehetőség van arra, hogy extra mellékleteket adjunk hozzá a dokumentumokhoz, továbbá metadatok módosítása (szerző, cím, kulcsszavak, tárgy stb.).